# Провинция
Прови́нция (лат. provincia) — территориальная, часто административная, единица в пределах союза (например Республика Соединённых провинций), государства или страны.
Живущих не в столице жителей губернии, уезда, захолустья называют провинциа́л м., провинциа́лка ж.

## Происхождение слова
Слово происходит от латинского «provincia». В Древнем Риме так назывались подвластные древнему Риму территории находящиеся вне Апеннинского полуострова и управлявшиеся римскими наместниками, то есть иностранные территории, захваченные (оккупированные) римлянами, например Африка, Верхняя Германия и Нижняя Германия.
Слово «provincia», возможно, происходит от латинских слов pro- («от имени») и vincere («брать управление над»). Таким образом, провинция являлась территорией, которой Римский магистрат управлял от имени древнего Рима. Римская империя была подразделена на провинции.

## История и культура
Во Франции выражение «en province» (рус. в провинции) по-прежнему означает «за пределами Парижа». Похожие выражения используются в Перу («en provincias», «за пределами Лимы»), Мексике («la provincia», «земли за пределами Мехико»), Румынии («în provincie», «за пределами Бухареста»), Польши («prowincjonalny», «провинциальный»), Болгарии («в провинцията», «в провинциях»; «провинциален», «провинциальный») и Филиппинах (taga-probinsiya, «из-за пределов Манилы», sa probinsiya, «в провинциях»). Также, в Австралии «провинциальный» относится к частям штата за пределами столицы штата.
До Французской революции Франция включала в себя множество юрисдикций (Иль-де-Франс, основанный вокруг королевского домена Капетингов), некоторые считались «провинциями», хоть этот термин и использовался в разговорной речи в отношении таких небольших территорий, как маноры (кастелланы или шателены). Чаще «провинциями», однако, называли гранд-правительства, в основном бывшие средневековые феодальные княжества или их объединения. Сегодня выражение «province» иногда заменяется выражением «en région», «région», которое теперь официально используется в отношении вторичного уровня правительства.
В Италии выражение «in provincia» в основном значит «за пределами крупнейших региональных столиц» (таких как Рим, Милан, Неаполь и так далее).
Исторические европейские провинции — составленные из нескольких меньших регионов, которые французы называют «pays» (страны, местности), швейцарцы — «кантонами», — каждая с местной культурной идентичностью и сосредоточенная вокруг торговых городов — были описаны Ф. Броделем как политические единицы оптимального размера в доиндустриальной Европе раннего Нового времени. Он спрашивает: «Не была ли провинция истинной 'родиной' для её жителей?» Даже централизованная Франция, раннее национальное государство, под давлением могла распасться на автономные провинциальные сообщества, как во время длительного кризиса религиозных войн во Франции (1562-98).
В 1719—1775 годах провинция была одной из административно-территориальных единиц Российской империи.
Британские колонии в Северной Америке часто назывались провинциями. В том числе и большая часть (но не все) из Тринадцати колоний, из которых в итоге сформировались США. Все они объявили себя государствами («штатами») после обретения независимости. Колонии Коннектикут, Делавэр, Род-Айленд и Виргиния никогда не назывались «провинциями».
Территориальные единицы, составляющие Канаду, также именуются провинциями. Во времена существования конфедерации провинцией называлась только Объединённая провинция Канада, хоть провинции Нижняя и Верхняя Канада и существовали ранее. Другие колонии начали именоваться «провинциями», только став составными частями Канадской конфедерации.
По мнению историков XIX и XX веков, в Европе централизованное правительство было признаком современности и политической зрелости. В конце XX века, когда Европейский союз объединил национальные государства, казалось, что центростремительные силы одновременно двигают государства и страны в сторону более гибких систем более локализованных, провинциальных управляющих органов под общим покровительством Европейского союза. Испания после диктатуры Ф. Франко стала «государством автономий», де-юре унитарным, но де-факто федерацией автономных сообществ, каждое из которых использующее различные силы.
В то время как Сербия, часть бывшей Югославии, боролась с сепаратистами в провинции Косово, Великобритания под политическим принципом «деволюции» создала (в 1998 году) местные парламенты в Шотландии, Уэльсе и Северной Ирландии. Сильные местные националистские силы возникли в британском Корнуолле, французских Бретани, Лангедоке и Корсике, испанских Каталонии и Стране Басков, итальянской Ломбардии, бельгийской Фландрии и на востоке Европы в Абхазии, Чечне и Курдистане. В Древней Индии, в отличие от Маурьев, Государство Гуптов дало местным территориям большую долю независимости и разделило империю на 26 больших провинций, называемых Бхукти, Прадеша и Бхога.

## В современных государствах и странах
Словами, близкими к латинскому «provincia», обозначаются территориальные подразделения в Аргентине, Канаде, Бельгии, Испании, Индонезии и некоторых других государствах и странах.
Во многих государствах и странах провинция является сравнительно большим, избирающим своих представителей в законодательные органы государства территориальным подразделением (подобно округу во многих англоязычных государствах и странах). В других — внутригосударственная единица со значительной автономией и достаточно большой площадью, имеющая представителей в законодательных органах государства и страны. Во Франции это территориальная единица без какой-либо автономии, что означает, что она может быть создана или упразднена центральной властью.
Например, провинция является территориальным подразделением центральной власти государства в Бельгии, Испании, Италии и Филиппинах. В таких государствах и странах, как Канада, Конго и Аргентина она является избирательной единицей со значительной автономией. В Италии и Чили провинция является административным подразделением региона, который, в свою очередь, для этих государств и стран является административной единицей первого порядка. Итальянские провинции также состоят из нескольких административных единиц, названных comune (коммуны или общины).
В Великобритании провинциями в разговорном языке называют любой округ Большого Лондона. В Британской империи название «провинции» в его древнеримском значении имели заморские колонии, такие, как Канада и Южная Австралия.
Словом «провинция» в русском языке также называется наиболее крупная несамостоятельная административная единица любого государства и страны, если только в русском языке не укоренилось другое название. Например, такими провинциями являются шэн (Китай), мухафаза (Ирак, Сирия), остан (Иран), тьянгват (Таиланд), минтака (Саудовская Аравия), зоб (Эритрея), то (КНДР, Южная Корея) и множество других. В то же время имеются исключения, например, японские провинции (кэн) по традиции переводятся словом «префектура».